# Казановське сільське поселення (Шилкинський район)
Каза́новське сільське поселення (рос. Казановское сельское поселение) — сільське поселення у складі Шилкинського району Забайкальського краю Росії.
Адміністративний центр — село Казаново.

## Населення
Населення сільського поселення становить 1918 осіб (2019; 2203 у 2010, 2482 у 2002).

## Склад
До складу сільського поселення входять:
| Населений пункт | Населення, осіб (2002) | Населення, осіб (2010) |
| --------------- | ---------------------- | ---------------------- |
| Казаново, село  | 2382                   | 2146                   |
| Онон, селище    | 100                    | 57                     |